# Tulucești (gmina)
Tulucești – gmina w Rumunii, w okręgu Gałacz. Obejmuje miejscowości Șivița, Tătarca i Tulucești. W 2011 roku liczyła 7200 mieszkańców. 